# Liparis halconensis
Liparis halconensis är en orkidéart som först beskrevs av Oakes Ames, och fick sitt nu gällande namn av Oakes Ames. Liparis halconensis ingår i släktet gulyxnen, och familjen orkidéer.
Artens utbredningsområde är Filippinerna. Inga underarter finns listade i Catalogue of Life.